# Liste de fêtes nationales
Pour des articles plus généraux, voir Fête nationale et Liste des pays du monde.
Cette liste de fêtes nationales compile, avec la ou les dates associées, l'événement ou les événements historiques, politiques ou culturels choisis officiellement ou officieusement comme commémoration principale de chaque État membre de l'Organisation des Nations unies, des quatre États non membres (l'État de Palestine et le Vatican, qui ont un statut d'observateur, ainsi que les Îles Cook et Niue) et des six états non-membres reconnus par au moins un membre de l'ONU (l'Abkhazie, Chypre du Nord, le Kosovo, l'Ossétie du Sud-Alanie, la République arabe sahraouie démocratique et Taïwan). Une liste non-exhaustive de fêtes internationales et régionales est comprise.
Au cours de l'année, les Nations unies (avec leurs différents organes, agences spécialisées et institutions) « observent » des journées internationales (au nombre de 190 en 2023), comme la journée mondiale de la paix, de l'éducation, des travailleurs, des femmes, de la sécurité et la santé au travail (OIT) ou des journées de commémoration d'événements clés de leur histoire,. Ils observent également des semaines, des années et des décennies internationales, chacune ayant un thème spécifique, ayant pour but de favoriser la sensibilisation et l'action internationales sur ces thèmes.

## Fêtes nationales
Les pays dont le statut est contesté ou qui n'apparaissent pas dans la liste des « fêtes nationales des états membres » présentée par l'ONU font l'objet d'une note explicative.
| Date                              | Pays / territoire                | Événement |
| --------------------------------- | -------------------------------- | --- |
| 23 juillet                        | Abkhazie                         | Indépendance autoproclamée vis-à-vis de la république de Géorgie, en 1992 (la république d'Abkhazie n'est pas reconnue internationalement en 1992, qui est de jure une subdivision de la Géorgie. Cependant, après la guerre russo-géorgienne en 2008, elle est reconnue par la Russie, le Nicaragua, le Venezuela, Nauru, la Syrie et trois États non-membres de l'ONU : le Haut-Karabagh, l'Ossétie du Sud-Alanie et la Transnistrie). |
| 19 août                           | Afghanistan                      | Commémoration du jour de l'indépendance (د افغانستان د خپلواکۍ ورځ) vis-à-vis du Royaume-Uni, à l’issue de la troisième guerre anglo-afghane et du traité de Rawalpindi, en 1919. |
| 27 avril                          | Afrique du Sud                   | Premières élections multiraciales au suffrage universel, en 1994. |
| 28 novembre                       | Albanie                          | Indépendance vis-à-vis de l'Empire ottoman, en 1912, qui l’occupait depuis le XVe siècle. |
| 5 juillet                         | Algérie                          | Indépendance du pays vis-à-vis de la France en 1962. |
| 3 octobre                         | Allemagne                        | Tag der Deutschen Einheit, Jour de l'Unité allemande. Anniversaire de la Réunification (Wiedervereinigung) de l'Allemagne, en 1990. |
| 14 mars 8 septembre               | Andorre                          | Jour de la Constitution (Dia de la Constitució), adoptée par référendum, en 1993. Fête de Notre-Dame de Meritxell (Festa Nacional), sainte patronne de la principauté. |
| 11 novembre                       | Angola                           | Jour de l'indépendance vis-à-vis du Portugal, en 1975. |
| 1er novembre                      | Antigua-et-Barbuda               | Indépendance vis-à-vis du Royaume-Uni, en 1981. |
| 23 septembre                      | Arabie saoudite                  | Création du Royaume d’Arabie saoudite, en 1932. |
| 25 mai                            | Argentine                        | Révolution de Mai, en 1810. |
| 21 septembre                      | Arménie                          | Jour de l'indépendance, après la dislocation de l'URSS, en 1991. |
| 26 janvier                        | Australie                        | Australia Day, débarquement des premiers colons britanniques, en 1788. |
| 26 octobre                        | Autriche                         | Nationalfeiertag, adoption de la loi constitutionnelle pour la neutralité autrichienne, en 1955. |
| 28 mai                            | Azerbaïdjan                      | Proclamation d'indépendance vis-à-vis de la Fédération transcaucasienne, en 1918. |
| 10 juillet                        | Bahamas                          | Indépendance vis-à-vis du Royaume-Uni, en 1973. |
| 16 décembre                       | Bahreïn                          | Intronisation de l'émir Issa ben Salmane Al Khalifa, en 1961. |
| 26 mars                           | Bangladesh                       | Proclamation de l'indépendance du Pakistan, en 1971. |
| 30 novembre                       | Barbade                          | Indépendance vis-à-vis Royaume-Uni, en 1966. |
| 21 juillet                        | Belgique                         | Fête nationale belge, prestation de serment du roi Léopold Ier, en 1831. |
| 21 septembre                      | Belize                           | Indépendance vis-à-vis du Royaume-Uni, en 1981. |
| 1er août                          | Bénin                            | Commémoration de l'indépendance vis-à-vis de la France, en 1960. |
| 17 décembre                       | Bhoutan                          | Prise du pouvoir par Ugyen Wangchuk, premier roi héréditaire, en 1907. |
| 3 juillet                         | Biélorussie/Bélarus              | Date de la libération de Minsk par l'Armée rouge en 1944. |
| 4 janvier                         | Birmanie/Myanmar                 | Commémoration de l'indépendance vis-à-vis du Royaume-Uni, en 1948. |
| 6 août                            | Bolivie                          | Indépendance vis-à-vis de l'Espagne en 1825. |
| 21 novembre                       | Bosnie-Herzégovine               | Jour des accords de Dayton, en 1995. |
| 30 septembre                      | Botswana                         | Déclaration d'indépendance vis-à-vis du Royaume-Uni, en 1966. |
| 7 septembre                       | Brésil                           | Commémoration du cri d'Ipiranga (rito do Ipiranga), déclaration d'indépendance du Brésil par le prince-régent Pierre de Portugal vis-à-vis du Portugal, en 1822. |
| 23 février                        | Brunei                           | Commémoration de la fin du protectorat britannique et de l'indépendance, en 1984. |
| 3 mars                            | Bulgarie                         | Commémoration de l'indépendance de la Bulgarie vis-à-vis de l'Empire ottoman, en 1878. |
| 11 décembre                       | Burkina Faso                     | Proclamation de la République, en 1958. |
| 1er juillet                       | Burundi                          | Indépendance vis-à-vis de la Belgique, en 1962. |
| 9 novembre                        | Cambodge                         | Commémoration de l'indépendance vis-à-vis de la France, en 1953. |
| 20 mai                            | Cameroun                         | Fête nationale camerounaise, commémorant le référendum sur la fin du régime fédéral le 20 mai 1972. |
| 1er juillet                       | Canada                           | Fête du Canada : anniversaire de la confédération en 1867. |
| 5 juillet                         | Cap-Vert                         | Anniversaire de l'indépendance vis-à-vis du Portugal, en 1975. |
| 1er décembre                      | République centrafricaine        | Proclamation de la République, en 1958. |
| 18 septembre                      | Chili                            | Indépendance vis-à-vis de l'Espagne, en 1818. |
| 1er octobre                       | Chine                            | Proclamation de la république populaire de Chine, communiste, par Mao Zedong en 1949. |
| 1er octobre                       | Chypre                           | Indépendance vis-à-vis du Royaume-Uni, en 1960. |
| 29 octobre 15 novembre            | Chypre du Nord                   | Fête nationale turque : proclamation de la République turque après la guerre d'indépendance, en 1923 ; et commémoration de l'indépendance vis-à-vis de Chypre, le 15 novembre 1983 (la république turque de Chypre du Nord est reconnu uniquement par la Turquie. Elle est considérée par l'ONU et par le Conseil de l'Europe comme une partie occupée de la république de Chypre). |
| 20 juillet                        | Colombie                         | Anniversaire de l'indépendance vis-à-vis de l'Espagne, en 1810. |
| 6 juillet                         | Comores                          | Anniversaire de l'indépendance vis-à-vis de la France, en 1975. |
| 30 juin                           | République démocratique du Congo | Accession à l'indépendance vis-à-vis de la Belgique, en 1960. |
| 15 août                           | République du Congo              | Accession à l'indépendance vis-à-vis de la France, en 1960. |
| 9 septembre                       | Corée du Nord                    | Proclamation de la république populaire démocratique de Corée, en 1948. |
| 15 août 3 octobre                 | Corée du Sud                     | Annonce de la capitulation de l'empire du Japon, en 1945, qui signifie la fin des 35 années de colonisation par le Japon. Marque également l'établissement de la république de Corée. Jour de la fondation (개천절), fondation légendaire de la Corée par Taggeul, en 2333 av. J.-C. |
| 15 septembre                      | Costa Rica                       | Déclaration d'indépendance vis-à-vis de l'Espagne, en 1821. |
| 7 août                            | Côte d'Ivoire                    | Fête de l'indépendance vis-à-vis de la France, en 1960. |
| 30 mai                            | Croatie                          | Constitution du premier parlement croate multi-partite moderne, en 1990. |
| 1er janvier 26 juillet            | Cuba                             | Jour de la libération (Día de la Liberación) ; fin de la révolution cubaine, en 1959. Jour de la rébellion nationale (Día de la Rebeldía Nacional) : prise de la Caserne Moncada, à Santiago de Cuba, en 1953. |
| 5 juin                            | Danemark                         | Commémoration de l'entrée en vigueur de la Constitution de 1849. |
| 27 juin                           | Djibouti                         | Anniversaire de l'indépendance vis-à-vis de la France, en 1977. |
| 27 février                        | République dominicaine           | Indépendance vis-à-vis de l’Espagne et d’Haïti, en 1844, et victoire de la guerre de restauration dominicaine, en 1965. |
| 3 novembre                        | Dominique                        | Anniversaire de l'indépendance vis-à-vis du Royaume-Uni, en 1978. |
| 23 juillet                        | Égypte                           | Révolution de 1952. |
| 2 décembre                        | Émirats arabes unis              | Création de la Fédération, en 1971. |
| 10 août                           | Équateur                         | Indépendance vis-à-vis de l'Espagne, en 1825. |
| 24 mai                            | Érythrée                         | Déclaration d'indépendance vis-à-vis de l'Éthiopie, en 1990. |
| 12 octobre                        | Espagne                          | Jour de l'hispanité ; célèbre la découverte et exploration de l'Amérique, en 1492. |
| 24 février                        | Estonie                          | Commémoration de la déclaration d'indépendance, aussi appelée Manifeste des Peuples d'Estonie (Manifest Eestimaa rahvastele), acte fondateur de la république d'Estonie, en 1918. |
| 6 septembre                       | Eswatini                         | Indépendance vis-à-vis du Royaume-Uni, en 1968. |
| 4 juillet                         | États-Unis                       | Déclaration d'indépendance de 1776, célébrée sous le nom d'Independence Day. |
| 28 mai                            | Éthiopie                         | Commémorant le jour du renversement du régime de Derg par le FDRPE, en 1991. |
| 10 octobre                        | Fidji                            | Commémoration de l'indépendance vis-à-vis du Royaume-Uni, en 1970. |
| 6 décembre                        | Finlande                         | Déclaration d'indépendance finlandaise de 1917. |
| 14 juillet                        | France                           | Prise de la Bastille en 1789 et Fête de la Fédération en 1790, tous deux étant des symboles de la Révolution Française. Le Sénat, sous la Troisième République, vota cette date comme fête nationale française par la loi Raspail du 6 juillet 1880, sans préciser quel événement célébrer. |
| 17 août                           | Gabon                            | Commémoration de l'indépendance vis-à-vis de la France en 1960. |
| 18 février                        | Gambie                           | Commémoration de l'indépendance vis-à-vis du Royaume-Uni, en 1965. |
| 26 mai                            | Géorgie                          | Restauration de l'indépendance vis-à-vis de la république démocratique fédérative de Transcaucasie et proclamation de la république démocratique de Géorgie en 1918. |
| 6 mars                            | Ghana                            | Proclamation d'indépendance vis-à-vis du Royaume-Uni, en 1957. |
| 25 mars 28 octobre                | Grèce                            | Commémoration de la révolution et déclaration d'indépendance hellénique vis-à-vis de l'Empire ottoman (Εορτασμός της Ελληνικής Επανάστασης), en 1821, célébrée également à Chypre. Jour du Non (Επέτειος του Όχι), qui marque le rejet de l'ultimatum italien par le dictateur grec Ioánnis Metaxás, en 1940. |
| 7 février                         | Grenade                          | Commémoration de l'indépendance vis-à-vis du Royaume-Uni, en 1974. |
| 15 septembre                      | Guatemala                        | Commémoration de l'indépendance vis-à-vis de l'Espagne, en 1821. |
| 2 octobre                         | Guinée                           | Commémoration de l'indépendance vis-à-vis de la France, en 1958. |
| 24 septembre                      | Guinée-Bissau                    | Commémoration de l'indépendance vis-à-vis du Portugal en 1973. |
| 12 octobre                        | Guinée équatoriale               | Commémoration de l'indépendance vis-à-vis de l'Espagne, en 1968. |
| 26 mai                            | Guyana                           | Commémoration de l'indépendance vis-à-vis du Royaume-Uni, en 1966. |
| 1er janvier                       | Haïti                            | Proclamation d'indépendance en 1804. |
| 15 septembre                      | Honduras                         | Déclaration d'indépendance vis-à-vis de l'Espagne en 1821. |
| 15 mars 20 août 23 octobre        | Hongrie                          | Fête nationale (Nemzeti ünnep) commémorant la Révolution hongroise de 1848. Fête de saint Étienne (Szent István ünnepe), célébrant la fondation de l'État hongrois en 1000. Célébration de la révolution (Forradalom ünnepe), en l’honneur de l’Insurrection de Budapest. |
| 4 août                            | Îles Cook                        | Fête de la Constitution et commémoration de l'accord de libre-association avec la Nouvelle-Zélande, en 1965. |
| 1er mai                           | Îles Marshall                    | Fête de la Constitution, entrée en vigueur en 1979. |
| 7 juillet                         | Îles Salomon                     | Indépendance vis-à-vis du Royaume-Uni, en 1978. |
| 26 janvier 15 août 2 octobre      | Inde                             | Proclamation de la république en 1950. Jour de l'Indépendance en 1947. Anniversaire de Mohandas Karamchand Gandhi. |
| 17 août                           | Indonésie                        | Proclamation de l'indépendance vis-à-vis des Pays-Bas en 1945 (transfert effectif de souveraineté le 27 décembre 1949). |
| 14 juillet 17 juillet 3 octobre   | Irak                             | Anniversaire du renversement de la monarchie, le 14 juillet 1958. Commémoration de la prise du pouvoir par le Baa’th irakien, mené par Sadam Hussein, en 1968. Fête nationale officielle (اليوم الوطني العراقي), commémorant le 3 octobre 1932, jour où l'Irak obtient son indépendance du mandat britannique et devient membre de la Société des Nations. |
| 1er avril                         | Iran                             | Proclamation de la république islamique d'Iran, en 1979. |
| 17 mars                           | Irlande                          | Fête de la Saint-Patrick, saint patron de l’Irlande. |
| 17 juin                           | Islande                          | Journée nationale (þjóðhátíðardagurinn) : le 17 juin 1944, jour anniversaire de la naissance du nationaliste islandais Jón Sigurðsson, le Parlement proclame la République à Þingvellir à la suite d'un référendum organisé par les Islandais. 97 % d’entre eux se prononcèrent pour la sécession vis-à-vis du Danemark, alors sous occupation allemande. La Journée nationale est célébrée chaque année avec des parades, des discours, et en musique. |
| 5 Iyar avril-mai                  | Israël                           | Yom Ha'atzmaout, commémoration de la proclamation de l'État d'Israël le 14 mai 1948 (5 Iyar 5708, selon le calendrier juif, mais selon le calendrier grégorien la date peut varier d'avril à mai suivant les années). |
| 2 juin                            | Italie                           | Abolition de la monarchie et proclamation de la république en 1946. |
| 6 août                            | Jamaïque                         | Commémoration de l'indépendance vis-à-vis du Royaume-Uni, en 1962. |
| 11 février 23 février             | Japon                            | Fête de la Fondation (660 av. J.-C.). Tennō Tanjōbi ou anniversaire de l'empereur en place, Naruhito. |
| 25 mai                            | Jordanie                         | Déclaration d'indépendance au terme du mandat britannique, en 1946. |
| 16 décembre                       | Kazakhstan                       | Indépendance vis-à-vis de l'URSS, en 1991. Dernière des quinze républiques soviétiques à déclarer son indépendance. |
| 12 décembre                       | Kenya                            | Jamhuri Day, jour de l'indépendance vis-vis du Royaume-Uni, en 1963. |
| 31 août                           | Kirghizistan                     | Proclamation d'indépendance vis-à-vis de l'URSS, en 1991. |
| 12 juillet                        | Kiribati                         | Commémoration de l'indépendance vis-à-vis du Royaume-Uni, en 1979. |
| 17 février                        | Kosovo                           | Commémoration de l’indépendance du Kosovo vis-à-vis de la Serbie, proclamée le 17 février 2008 lors d’une session extraordinaire du parlement des institutions provisoires du Kosovo (la république du Kosovo est reconnue par 98 États membres de l'ONU et trois États non-membres (la république de Chine, les Îles Cook et Niue). Elle est membre du FMI, du World Bank Group, de la FIFA et du CIO mais n'est pas reconnue par les Nation Unis et l'Union européenne). |
| 2 décembre                        | Laos                             | Proclamation de la République populaire, en 1975. |
| 4 octobre                         | Lesotho                          | Commémoration de l'indépendance vis-à-vis du Royaume-Uni, en 1966. |
| 18 novembre 4 mai                 | Lettonie                         | Proclamation de la République (Latvijas republikas proklamēšana diena), en 1918. La révolution chantante, indépendance vis-à-vis de l'URSS (Neatkarības deklarācijas pasludināšana diena), en 1990. |
| 22 novembre                       | Liban                            | Indépendance vis-à-vis de la France, en 1943. |
| 26 juillet                        | Liberia                          | Proclamation de la République et indépendance vis-à-vis des États-Unis, en 1847. |
| 24 décembre 17 février 23 octobre | Libye                            | La Libye n'a, actuellement et officiellement, aucune fête nationale. Trois événements peuvent être cependant commémorés : Le Jour de l’indépendance (عيد الاستقلال), quand le roi Idriss Ier proclamait l’indépendance du pays vis-à-vis de la France et du Royaume-Uni le 24 décembre 1951, devenant le premier État indépendant du Maghreb ; l'anniversaire de la révolution libyenne, le 17 février 2011, dans le contexte du Printemps arabe ; et l'anniversaire de la proclamation de la « libération » par le CNT, le 23 octobre 2011 (ces deux dernières dates substituant la commémoration de « la révolution du 1er septembre 1969 », quand Mouammar Kadhafi prit le pouvoir après un coup d'État et proclama la République arabe libyenne. Elle était la fête nationale de facto sous son règne). |
| 15 août                           | Liechtenstein                    | Commémoration de l'anniversaire du prince régnant François-Joseph II, avancé d'un jour pour coïncider avec l'Assomption. |
| 16 février 11 mars 6 juillet      | Lituanie                         | Déclaration d'indépendance vis-à-vis de la Russie, en 1918. Rétablissement de l'indépendance vis-à-vis de l'URSS, en 1991. Couronnement du roi Mendog, en 1253. |
| 23 juin                           | Luxembourg                       | Célébration publique de l'anniversaire du souverain. |
| 2 août                            | Macédoine du Nord                | Insurrection d'Ilinden, en 1903. |
| 26 juin                           | Madagascar                       | Déclaration d'indépendance vis-à-vis de la France, en 1960. |
| 31 août                           | Malaisie                         | Indépendance vis-à-vis du Royaume-Uni, en 1957. |
| 6 juillet                         | Malawi                           | Jour de l'indépendance vis-à-vis du Royaume-Uni, en 1964. |
| 26 juillet                        | Maldives                         | Indépendance vis-à-vis du Royaume-Uni, en 1965. |
| 22 septembre                      | Mali                             | Proclamation de la République et indépendance, en 1960. |
| 21 septembre                      | Malte                            | Indépendance vis-à-vis du Royaume-Uni, en 1964. |
| 30 juillet                        | Maroc                            | Intronisation du roi Mohammed VI, en 1999. |
| 12 mars                           | Maurice                          | Accession à l'indépendance, en 1968. |
| 28 novembre                       | Mauritanie                       | Proclamation de l'indépendance, en 1960. |
| 16 septembre                      | Mexique                          | Grito de Dolores (Appel à la sédition en faveur de Ferdinand VII contre les autorités de la Nouvelle-Espagne favorables à Joseph Bonaparte, marquant le début de la guerre d'indépendance), en 1810. |
| 3 novembre                        | États fédérés de Micronésie      | Fête de l'indépendance vis-à-vis de la tutelle américaine, en 1979. |
| 27 août                           | Moldavie                         | Anniversaire de l'indépendance, après la dislocation de l'URSS, en 1991. |
| 19 novembre                       | Monaco                           | Fête du Prince, jour de la célébration du bienheureux Rainier d'Arezzo et anniversaire de l'accession au trône du prince régnant. |
| 11 juillet & 12 juillet           | Mongolie                         | Naadam : Fête de la révolution et de l'indépendance, en 1921. |
| 13 juillet                        | Monténégro                       | Reconnaissance du pays par le congrès de Berlin, en 1878. |
| 25 juin                           | Mozambique                       | Indépendance vis-à-vis du Portugal, en 1975. |
| 21 mars                           | Namibie                          | Indépendance vis-à-vis de l'Afrique du Sud, en 1990. |
| 31 janvier                        | Nauru                            | Commémoration du jour de l'indépendance, en 1968. |
| 20 septembre                      | Népal                            | Entrée en vigueur de la Constitution de 2015. |
| 15 septembre                      | Nicaragua                        | Déclaration d'indépendance vis-à-vis de l'Espagne en 1821. |
| 18 décembre                       | Niger                            | Proclamation de la République, en 1958. |
| 1er octobre                       | Nigeria                          | Indépendance vis-à-vis du Royaume-Uni, en 1960. |
| 19 octobre                        | Niue                             | Indépendance vis-à-vis de la Nouvelle-Zélande, en 1974. |
| 17 mai                            | Norvège                          | Fête de la Constitution, en 1814. |
| 6 février                         | Nouvelle-Zélande                 | Waitangi Day : commémoration du traité de Waitangi en 1840 entre les Maori et la Couronne britannique. |
| 18 novembre                       | Oman                             | Commémoration de l'anniversaire du sultan Qabus ibn Saïd, en 1940. |
| 20 septembre                      | Ossétie du Sud-Alanie            | Indépendance autoproclamée vis-à-vis de la république de Géorgie, en 1990 (la république d'Ossétie du Sud-Alanie n'est pas reconnue internationalement en 1992, qui est de jure une subdivision de la Géorgie. Cependant, après la guerre russo-géorgienne en 2008, elle est reconnue par la Russie, le Nicaragua, le Venezuela, Nauru, la Syrie et deux États non-membres de l'ONU : l'Abkhazie et la Transnistrie). |
| 9 octobre                         | Ouganda                          | Indépendance vis-à-vis du Royaume-Uni, en 1962. |
| 1er septembre                     | Ouzbékistan                      | Commémoration de l'indépendance, après la dislocation de l'URSS, en 1991. |
| 23 mars                           | Pakistan                         | Proclamation de la République islamique, en 1956. |
| 9 juillet                         | Palaos                           | Comémoration de l'adoption de la constitution, en 1980. |
| 15 novembre                       | Palestine                        | Proclamation d'indépendance par Yasser Arafat, en 1988. |
| 3 novembre                        | Panama                           | Indépendance vis-à-vis de la Colombie, en 1903. |
| 16 septembre                      | Papouasie-Nouvelle-Guinée        | Anniversaire de l'indépendance, en 1975, après près de 60 ans d'administration australienne depuis la fin de la Première Guerre mondiale. |
| 15 mai                            | Paraguay                         | Indépendance vis-à-vis de l'Espagne, en 1811. |
| 27 avril                          | Pays-Bas                         | Fête du Roi (si la fête tombe un dimanche, elle est avancée au samedi). |
| 28 juillet                        | Pérou                            | Déclaration d'indépendance vis-à-vis de l'Espagne, en 1821. |
| 12 juin                           | Philippines                      | Déclaration d'indépendance vis-à-vis de l'Espagne, en 1898. |
| 3 mai 11 novembre                 | Pologne                          | Fête de la Constitution du 3 mai : proclamation de la Constitution polonaise du 3 mai 1791. Commémoration du retour de l'indépendance nationale (Narodowe Święto Niepodległości), en 1918, créant la Deuxième République. |
| 10 juin                           | Portugal                         | Célébration de la mort du poète Luis de Camões, en 1580. |
| 18 décembre                       | Qatar                            | Prise du pouvoir du cheik Mohammed Al Thani et de sa famille, ainsi que de la fondation du Qatar, en 1878. |
| 1er décembre                      | Roumanie                         | Création de la Grande Roumanie, en 1918. |
| 1er samedi de juin                | Royaume-Uni                      | Le Royaume-Uni n'a pas de fête nationale. La célébration de l'« anniversaire officiel de Sa Majesté le Roi » (King's or Queen's Official Birthday), est considérée officieusement comme telle. Depuis 1959, elle a lieu le premier samedi du mois de juin, ne correspond donc pas nécessairement à la date de naissance réelle du monarque. Les royaumes du Commonwealth la célèbrent, mais à des dates différentes (traditionnellement vers fin mai ou début juin). Les distinctions honorifiques, dit Birthday Honours, sont attribuées à ce moment-là. Cependant, les quatre nations constitutives du Royaume-Uni ont chacune leur fête nationale. |
| 12 juin                           | Russie                           | Jour de la Russie (День России), déclaration de souveraineté et d'indépendance, dans le contexte de la dislocation de l'URSS, en 1991. |
| 4 juillet                         | Rwanda                           | Commémoration de la prise de Kigali par le FPR, victoire militaire de ce dernier et fin du génocide perpétré contre les tutsis, en 1994. |
| 19 septembre                      | Saint-Christophe-et-Niévès       | Anniversaire de l'indépendance vis-à-vis du Royaume-Uni, en 1963. |
| 3 septembre                       | Saint-Marin                      | Fondation du pays par Saint Marin, en 301. |
| 22 février                        | Sainte-Lucie                     | Anniversaire de l'indépendance vis-à-vis du Royaume-Uni, en 1979. |
| 27 octobre                        | Saint-Vincent-et-les-Grenadines  | Anniversaire de l'indépendance vis-à-vis du Royaume-Uni, en 1979. |
| 27 février ou 30 juillet          | Sahara occidental                | Proclamation de la République arabe sahraouie démocratique (RASD) par le Front Polisario, le 27 février 1976 à Bir Lahlou, au lendemain de l'abandon officiel du mandat espagnol sur le Sahara occidentale ; ou la commémoration de l'intronisation du roi Mohammed VI, en 1999, si l'on considère que le territoire est marocain (la RASD n'est reconnu que par 38 pays mais il est un membre à part entière de l'Union africaine. L'ONU range le Sahara occidental comme « territoire non autonome », il est revendiqué par le Maroc, qui contrôle 80 % de sa superficie et qui possède une plus grande reconnaissance diplomatique sur ce territoire). |
| 15 septembre                      | Salvador                         | Déclaration d'indépendance, vis-à-vis de l'Espagne, en 1821. |
| 1er juin                          | Samoa                            | Célébration de l'indépendance vis-à-vis de la Nouvelle-Zélande, en 1962. |
| 12 juillet                        | Sao Tomé-et-Principe             | Proclamation d'indépendance vis-à-vis du Portugal, en 1975. |
| 4 avril                           | Sénégal                          | Commémoration de l'accord en vue de l'indépendance vis-à-vis de la France, en 1960. |
| 15 février                        | Serbie                           | Commémoration du premier soulèvement serbe (Први српски устанак), de 1804 à 1813. |
| 29 juin                           | Seychelles                       | Indépendance vis-à-vis du Royaume-Uni, en 1976. |
| 27 avril                          | Sierra Leone                     | Anniversaire de l'indépendance vis-à-vis du Royaume-Uni, en 1961. |
| 9 août                            | Singapour                        | Indépendance vis-à-vis de la fédération de Malaisie, en 1965, deux ans après son intégration. |
| 1er janvier                       | Slovaquie                        | Création du pays après la dissolution de la Tchécoslovaquie (Zánik Československa), en 1992, trois ans après la révolution de Velours de 1989, qui mit fin au régime communiste imposé par le coup de Prague de 1948, le fédéralisme prôné par le Printemps de Prague de 1968 ayant été interrompu brutalement en août de cette année par le pacte de Varsovie,. |
| 25 juin                           | Slovénie                         | Proclamation d'indépendance vis-à-vis de la Yougoslavie (Dan državnosti), en 1991. |
| 1er juillet                       | Somalie                          | Indépendance vis-à-vis de l'Italie et du Royaume-Uni, en 1960. |
| 1er janvier                       | Soudan                           | Indépendance vis-à-vis de l'Égypte et du Royaume-Uni, en 1956. |
| 9 juillet                         | Soudan du Sud                    | Commémoration de l'indépendance vis-à-vis du Soudan, en 2011. |
| 4 février                         | Sri Lanka                        | Commémoration de l'indépendance vis-à-vis du Royaume-Uni, en 1948. |
| 6 juin                            | Suède                            | Sacre royale de Gustav Vasa et fin de l'union de Kalmar, en 1523. Considéré comme le début de la Suède moderne |
| 1er août                          | Suisse                           | Signature du Pacte fédéral en 1291, première alliance des représentants des trois premiers cantons : Uri, Schwytz et Unterwald. Considéré comme le pacte fondateur de la Suisse primitive et souvent associé au mythe fondateur du Serment du Grütli. |
| 25 novembre                       | Suriname                         | Accession à l'indépendance vis-à-vis des Pays-Bas, en. |
| 17 avril                          | Syrie                            | Fête de l'Évacuation, indépendance du pays vis-à-vis de la France, en 1946. |
| 9 septembre                       | Tadjikistan                      | Fête de l'indépendance vis-à-vis de l'URSS en 1991, après dislocation de l'URSS. |
| 10 octobre                        | Taïwan/république de Chine       | Commémoration du renversement de l'Empire de Chine, en 1911 (la république de Chine, formée constitutionnellement en 1912, est actuellement reconnue comme État par 14 États membres de l'ONU et le Saint-Siège. Elle est en rivalité avec la république populaire de Chine, cette dernière considérant que Taïwan n'existe plus juridiquement et réclame la souveraineté sur les territoires qu'elle contrôle. Bien qu'elle ne soit pas reconnue par d'autres États membres, elle entretient des relations diplomatiques officieuses avec la plupart des pays dont la RPC, notamment par le biais des bureaux de représentation faisant office d'ambassade/consulat). |
| 26 avril                          | Tanzanie                         | Union du Tanganyika et de Zanzibar, en 1964. |
| 11 août                           | Tchad                            | Commémoration de l'indépendance vis-à-vis de la France, en 1960. |
| 28 septembre 28 octobre           | Tchéquie                         | Jour de la naissance de l’État tchèque (Den české státnosti) et de la commémoration de l'assassinat du souverain Venceslas Ier de Bohême, à Stará Boleslav, en 935. Indépendance vis-à-vis de l'Autriche-Hongrie en 1918, qui précède la création de la Tchécoslovaquie. |
| 5 décembre                        | Thaïlande                        | Anniversaire de Bhumibol Adulyadej, dit Rama IX, roi de Thaïlande de 1946 à 2016. |
| 20 mai                            | Timor oriental                   | Indépendance vis-à-vis de l'Indonésie, en 2002. |
| 27 avril                          | Togo                             | Déclaration d'indépendance, en 1960. |
| 4 novembre                        | Tonga                            | Adoption de la Constitution, en 1875. |
| 31 août                           | Trinité-et-Tobago                | Indépendance vis-à-vis du Royaume-Uni, en 1962. |
| 20 mars                           | Tunisie                          | Commémoration de l'indépendance vis-à-vis de la France, en 1956. |
| 27 octobre                        | Turkménistan                     | Fête de l'indépendance vis-à-vis de l'URSS en 1991, après dislocation de l'URSS. |
| 29 octobre                        | Turquie                          | Proclamation de la République turque, après la guerre d'indépendance, en 1923. |
| 1er octobre                       | Tuvalu                           | Fête de l'indépendance vis-à-vis des îles Gilbert (Kiribati) en 1975, et du Royaume-Uni, en 1978. |
| 24 août                           | Ukraine                          | Jour de la déclaration d'indépendance, en 1991, après dislocation de l'URSS. |
| 25 août                           | Uruguay                          | Proclamation d'indépendance vis-à-vis du Brésil, en 1825. |
| 30 juillet                        | Vanuatu                          | Anniversaire de l'indépendance vis-à-vis de la France et du Royaume-Uni, en 1980. |
| 19 mars                           | Vatican                          | Anniversaire de la messe d'inauguration du pape : sous François, le 19 mars 2013. |
| 5 juillet                         | Venezuela                        | Proclamation d'indépendance vis-à-vis de l'Espagne, en 1811. |
| 2 septembre                       | Vietnam                          | Indépendance vis-à-vis de la France, en 1945. |
| 22 mai                            | Yémen                            | Unification du Yémen du Sud et du Yémen du Nord, en 1990. |
| 24 octobre                        | Zambie                           | Indépendance vis-à-vis du Royaume-Uni, en 1964. |
| 18 avril                          | Zimbabwe                         | Indépendance vis-à-vis du Royaume-Uni, en 1980. |

## Fêtes internationales
Liste non-exhaustive de journées de commémorations d'organisations et d'institutions internationales :
| Organisation                                   | Date                | Évènement |
| ---------------------------------------------- | ------------------- | --- |
| Commonwealth                                   | 2d lundi de mars    | Journée du Commonwealth (Commonwealth Day), célébration annuelle du Commonwealth ayant lieu le second lundi de mars. Elle est notamment marquée à Londres par un service interreligieux à l'abbaye de Westminster auquel participe habituellement le chef du Commonwealth, le secrétaire général du Commonwealth et les hauts-commissaires des États membres du Commonwealth. Elle n'est pas un jour férié dans la plupart des pays membres. |
| Communauté des pays de langue portugaise       | 5 mai               | Journée mondiale de la langue portugaise, créée en 2009 par la Communauté des pays de langue portugaise (CPLP). Le 5 mai est l'occasion de mettre en avant le multilinguisme, la culture, le patrimoine, l’histoire des pays lusophones et les valeurs de tolérance promues par l’Unesco. |
| Conseil de l'Europe                            | 5 mai               | Journée de l'Europe, en référence à la date de création du Conseil de l'Europe, en 1949. |
| Ligue des États arabes                         | 22 mars 18 décembre | Commémoration de la fondation, le 22 mars 1945 au Caire, de la Ligue arabe, par l'Égypte, l'Arabie saoudite, l'Irak, la Jordanie, le Liban et la Syrie. Journée mondiale de la langue arabe (اليوم العالمي للغة العربية), journée internationale des Nations unies qui célèbre la langue arabe le 18 décembre de chaque année. |
| Nations unies                                  | 24 octobre          | Journée des Nations unies, célébrée chaque année à la date du 24 octobre, jour anniversaire de l'entrée en vigueur de la Charte des Nations unies, en 1945, ratifiée par la majorité de ses signataires, dont les cinq membres permanents du Conseil de sécurité. Elle représente l'occasion d'amplifier « Notre programme commun » du secrétaire général António Guterres, et de réaffirmer les buts et principes de la Charte. |
| Organisation des États américains              | 30 avril            | Signature de la Charte de l'Organisation des États américains (OÉA), appelée aussi Charte de Bogota, lors de la 9e conférence panaméricaine du 30 avril 1948, par 21 nations de l'Amérique, affirmant par là leur engagement vers la réalisation de buts communs et leur respect de la souveraineté de chaque pays. Ils ont signé le même jour l'American Declaration of the Rights and Duties of Man, la première déclaration internationale des droits de l'homme en son genre. |
| Organisation internationale de la francophonie | 20 mars             | Journée internationale de la Francophonie, célébration annuelle de l'Organisation internationale de la francophonie (OIF) ayant lieu le 20 mars, référence à la naissance, en 1970 à Niamey, de l’Agence de coopération culturelle et technique, devenue l’OFI en 2006. Elle représente l'occasion d'amplifier la promotion de la langue française, la diversité culturelle et linguistique, la paix, la démocratie, les droits de l’homme, l'éducation, la recherche et la coopération. |
| Pays hispanophones                             | 23 avril 12 octobre | Les pays ayant la langue espagnole comme langue officielle ou ceux dans lesquels elle est couramment utilisée ne sont pas regroupés sous l'égide d'une organisation internationale propre telle que la CPLP ou l'OIF. Cependant, deux évènements peuvent commémorer l'hispanité : le Jour de l'hispanité (Día de la Hispanidad), fête transnationale célébré le 12 octobre par tous les pays hispanophones, commémorant la « découverte de l'Amérique » (Jour de Christophe Colomb ou Jour de la Race), célébré le même jour que la fête nationale d'Espagne (Fiesta Nacional de España) et la fête de la Vierge du Pilier, sainte patronne de l'hispanité ; et la Journée de la langue espagnole, célébrée par les Nations unies le 23 avril, date anniversaire de la mort de Miguel de Cervantes. Cette initiative entre dans le cadre de la Journée internationale de la langue maternelle, célébrée le 21 février, et les journées des langues aux Nations unies. |
| Union africaine                                | 25 mai              | Journée mondiale de l'Afrique, célébrant l'anniversaire de la signature des accords de l'Organisation de l'unité africaine (OUA) le 25 mai 1963, devenu l'Union africaine (UA) en 2002. Déclarée fériée sur l'ensemble des états membres, elle est aujourd'hui devenue une tradition représentant le symbole du combat de tout le continent africain pour la libération, le développement et le progrès économique. Elle représente l'occasion d'amplifier des événements dans le but de favoriser le rapprochement entre les peuples africains. |
| Union européenne                               | 9 mai               | Journée de l'Europe, célébration de la déclaration de Robert Schuman et la construction d'une Europe unie dans tous les États membres de l'Union européenne. Elle a été adoptée lors du conseil européen de Milan en 1985 et inscrite dans le traité sur l'Union européenne en 1992. Cependant, l'UE n'est pas un État fédéral souverain. La journée de l'Europe n'est donc pas une fête nationale et le 9 mai n'est pas un jour férié dans les États membres de l'Union européenne à l'exception des fonctionnaires européens (à Bruxelles, Strasbourg et Luxembourg). |

## Fêtes régionales
Liste non exhaustive de fêtes nationales ou de journées de commémoration de certaines régions ou certains territoires qui n'ont pas la pleine souveraineté, ce qui peut souligner l'identité de la nation ou du peuple et l'autonomie du gouvernement local :
| Pays             | Région                       | Date                            | Évènement |
| ---------------- | ---------------------------- | ------------------------------- | --- |
| Canada           | Québec                       | 24 juin                         | Fête nationale du Québec (couramment appelée la « Saint-Jean-Baptiste » pour des raisons historiques) a été officiellement adoptée par l'Assemblée nationale du Québec en 1977, en guise de reconnaissance de la nation québécoise. Elle est célébrée le 24 juin, date à laquelle est célébré le saint patron des Canadiens français, saint Jean le Baptiste. |
| Belgique         | Communauté française         | 27 septembre                    | Fête de la Fédération Wallonie-Bruxelles, célébrée depuis 1975, le 27 septembre et commémore l'expulsion de Bruxelles des troupes royales des Pays-Bas conduites par Frédéric, deuxième fils de Guillaume Ier d'Orange lors de la révolution belge. |
| Belgique         | Région wallonne              | troisième dimanche de septembre | Fête de la Région wallonne, célébrée depuis 1998, le troisième dimanche de septembre. Elle commémore la participation des Wallons à la révolution belge de 1830. À l'origine, cette « Fête de la Wallonie » fut créée en 1923 sous l'impulsion du militant wallon François Bovesse. |
| Belgique         | Région de Bruxelles-Capitale | 8 mai                           | Fête de l'iris célébrée le 08 mai. C'est à la fois victoire contre les nazis lors de la seconde guerre mondiale et la saint michel, saint patron de Bruxelles. |
| Belgique         | Communauté flamande          | 11 juillet                      | Fête de la communauté flamande célébrée depuis 1973. La fête a lieu le 11 juillet en commémoration de la bataille des Éperons d'Or (Guldensporenslag) ou la bataille de Courtrai, en 1302. Dans cette bataille les armées du roi Philippe IV de France se sont battus contre les milices communales flamandes. Le résultat a été une victoire flamande. |
| Belgique         | Communauté germanophone      | 15 novembre                     | Fête de la Communauté germanophone célébrée le 15 novembre, le jour de la saint Léopold. |
| Danemark         | Îles Féroé                   | 29 juillet                      | Jour du drapeau et Ólavsøka, festival culturel et sportif avec des courses de bateaux, des matchs de football et d'autres événements. |
| Danemark         | Groenland                    | 21 juin                         | Fête nationale (Kalaallit Nunaat), où l'on célèbre aussi bien l'autonomie renforcée de l'île, mis en application en 2009, que le solstice d'été, le 21 juin symbolisant le jour le plus long de l’année, un jour de fête sans fin. |
| Espagne          | Catalogne                    | 11 septembre                    | Diada Nacional de Catalunya est la fête nationale et jour férié depuis son officialisation par une loi du Parlement de Catalogne en 1980, confirmée par les articles 8.1 et 8.3 du Statut d'autonomie de 2006. Elle est célébrée le 11 septembre, date à laquelle l'an 1714 la ville de Barcelone assiégée durant quatorze mois par les troupes de Philippe V d'Espagne a été vaincue (siège de Barcelone). Cette bataille mit fin à l'indépendance politique de la Catalogne. |
| États-Unis       | Guam                         | 21 juillet                      | Fête de la libération (Liberation Day), commémore le début de la bataille de Guam. |
| États-Unis       | Îles Vierges des États-Unis  | 31 mars                         | Journée de transfert (Transfer day), célébrant l'anniversaire du transfert des îles entre le Danemark et les États-Unis, le 31 mars 1917. Les US, toujours en recherche de lieux stratégiques, n'ont pas hésité pour les acquérir, situés dans la direction du canal de Panama. |
| États-Unis       | Porto Rico                   | 25 juillet                      | Célébration de la Constitution de 1952. |
| États-Unis       | Samoa américaines            | 17 avril                        | Jour du drapeau, adopté en 1960. |
| France           | Bretagne                     | 19 mai                          | Fête de la Bretagne (Gouel Breizh), le 19 mai, jour de la Saint-Yves, fête nationale non officielle, est l'occasion de rencontres culturelles, sportives, sociales, éducatives. Elle se déroule partout en Bretagne, mais aussi à l'étranger grâce à la diaspora bretonne. |
| France           | Corse                        | 8 décembre                      | Festa di a Nazione est une fête nationale aujourd'hui non officielle. Elle a lieu le 8 décembre, jour de l'Immaculée Conception. Le 8 décembre fut choisi jour de fête nationale le 30 janvier 1735 lors de la consulte de Corte. Elle est notamment célébrée par un feu d'artifice dans quelques grandes villes de l'île. L'hymne Dio vi salvi Regina est joué lors des matches du SC Bastia et de l'AC Ajaccio lors qu'ils ont lieu à domicile le 8 décembre. |
| France           | Lorraine                     | 5 janvier                       | Fête nationale de la Lorraine et des Lorrains, célébrée le 5 janvier en Lorraine (Meurthe-et-Moselle, Meuse, Moselle et Vosges). Instaurée en 1477 sous l’ancien régime du duché de Lorraine, elle commémore la victoire des Lorrains lors de la célèbre bataille de Nancy, qui mit fin à la guerre de Bourgogne. |
| France           | Nouvelle-Calédonie           | 24 septembre                    | Fête nationale, commémoration du rattachement de la Nouvelle-Calédonie à la France, le 24 septembre 1853, quand le contre-amiral Febvrier Despointes a pris possession de l'archipel au nom de l'empereur Napoléon III. Elle est considérée comme une journée de deuil national par les partis indépendantistes et par la majorité des Kanaks. Ils dénoncent une situation coloniale en Kanaky, l’une des dernières à ne pas avoir été réglée selon l’ONU. En 2004, dans la foulée des accords de Nouméa, elle est devenue la « Fête de la citoyenneté » à l’initiative de Déwé Gorodey, souhaitant une version nouvelle de la fête nationale. Aujourd'hui, elle est célébrée dans un climat de grande crispation, surtout depuis le boycott du 3e référendum d’autodétermination. À ces tensions locales s’ajoutent les tensions géopolitiques récurrentes en Asie-Pacifique. La France considérant la Nouvelle-Calédonie comme un territoire stratégique essentiel dans la région pour contrer les ambitions chinoises. |
| France           | Polynésie française          | 8 mai 29 juin                   | Fête de la victoire de 1945, fête civile légale, commémorant le 8 mai 1945, qui revêt une importance particulière. Les Établissements français de l'Océanie, le bataillon du Pacifique et les Polynésiens s'étaient en effet rangés très tôt du côté de la France libre. Fête de l’autonomie (Heiva o te autonomie), commémoration civile de l’annexion française du royaume de Tahiti le 29 juin 1880, jour de fête officiel, férié et chômé. |
| Nouvelle-Zélande | Tokelau                      | 3 septembre                     | Tokehega Day, célébré à l'anniversaire de l'entrée en vigueur du entre les États-Unis et la Nouvelle-Zélande, à Atafu, pour délimiter la frontière maritime entre les Samoa américaines et les Tokelau, le 3 septembre 1983. Selon le traité, l'île Swains qui fait historiquement et culturellement partie de Tokelau, est rattachée aux Samoa américaines, ce qui est toujours contesté aujourd'hui. |
| Pays-Bas         | Aruba                        | 18 mars                         | Jour du drapeau (Dag van de Vlag) et commémoration de l'accord pour l'auto-détermination avec les Pays-Bas, en 1948. |
| Pays-Bas         | Curaçao                      | 2 juillet                       | Jour du drapeau (Dag van de Vlag) et commémoration de la première réunion du Conseil insulaire, en 1951. |
| Pays-Bas         | Saint-Martin                 | 2d lundi d'octobre 11 novembre  | Jour de la Constitution (Dag van de Grondwet). Jour du drapeau (Dag van de Vlag) et célébration de la Saint-Martin. |
| Royaume-Uni      | Anguilla                     | 30 mai                          | Anguilla Day, commémorant la révolution de 1967 et la séparation d'avec Saint-Christophe et Niévès. |
| Royaume-Uni      | Île de Man                   | 5 juillet                       | Jour de Tynwald, quand les officiels de l'île s'assemblent pour proclamer les nouvelles lois de l'île. Après la signature des lois par le lieutenant-gouverneur, il y a une fête. |
| Royaume-Uni      | Îles Caïmans                 | 1er lundi de juillet            | Jour de la Constitution (Constitution Day), en 1959, commémoré le premier lundi de juillet. |
| Royaume-Uni      | Îles Turques-et-Caïques      | 30 août                         | Jour de la Constitution (Constitution Day), commémorant l'adoption de la seconde constitution, en 1979. |
| Royaume-Uni      | Îles Vierges britanniques    | 30 juin 1er juillet             | Jours du territoire, fête nationale marquant l’anniversaire de l’accession à l’autonomie, en 1956. Festivités et feux d’artifice ont lieu à Road Town, et un peu partout sur l’île de Tortola. |
| Royaume-Uni      | Pays de Galles               | 1er mars                        | Fête de Saint-David-de-Galles. |
| Royaume-Uni      | Angleterre                   | 23 avril                        | Fête de la Saint-Georges. |
| Royaume-Uni      | Bermudes                     | 24 mai                          | Initialement Anniversaire de la reine Victoria ; aujourd'hui « Fête des Bermudes » pour célébrer la culture et le patrimoine des îles. |
| Royaume-Uni      | Écosse                       | 30 novembre                     | Fête de la Saint-André. |
| Royaume-Uni      | Irlande du Nord              | 17 mars 12 juillet              | Saint Patrick's day, commémoré surtout en Irlande, qui est sa fête nationale. Orange Day, commémore la bataille de la Boyne. |
| Royaume-Uni      | Gibraltar                    | 10 septembre                    | Référendum sur l'autodétermination, en 1967. |
| Suisse           | Canton de Neuchâtel          | 1er mars                        | La république et canton de Neuchâtel célèbre le 1er mars son indépendance vis-à-vis du royaume de Prusse, en 1848. Cet événement, dans le contexte du Printemps des peuples, ne sera d'abord pas reconnu par le roi Frédéric-Guillaume IV de Prusse, ce qui amènera à l'affaire de Neuchâtel et qui se termine par le renoncement solennelle de ce dernier, le 19 juin 1857. |
| Suisse           | Canton du Jura               | 23 juin                         | La république et canton du Jura célèbre le plébiscite du 23 juin 1974, qui marque une étape cruciale dans sa création et son indépendance vis-à-vis de Berne. |